# Acetylenek miedzi(I)
Acetylenek miedzi(I), Cu
2C
2 – miedzioorganiczny związek chemiczny z grupy acetylenków. Rdzawo- lub brunatnoczerwony proszek, nierozpuszczalny w wodzie i większości rozpuszczalników organicznych.

## Otrzymywanie
Acetylenek miedzi(I) można otrzymać poprzez działanie gazowego acetylenu na amoniakalny roztwór soli miedzi(I), np.:
C
2H
2 + 2Cu(NH
3)
2OH → Cu
2C
2 + 4NH
3 + 2H
2O
W reakcji tej można też użyć rozpuszczalnej w wodzie soli miedzi(I).
Z roztworów wodnych wydziela się jako hydrat, Cu
2C
2·H
2O.

## Własności chemiczne
Acetylenek miedzi(I) jest związkiem nietrwałym. Na powietrzu utlenia się do acetylenku miedzi(II) i tlenku miedzi(II):
2Cu
2C
2 + O
2 → 2CuC
2 + 2CuO
Podatność na utlenianie jest na tyle duża, że podczas preparatyki na powietrzu nie udaje się uzyskać produktu o czystości większej niż 95%.
Podczas utleniania czystym tlenem powstaje natomiast tlenek miedzi(I) i grafit
2Cu
2C
2 + O
2 → 2Cu
2O + 4C
Roztwarza się w rozcieńczonych kwasach mineralnych z wydzieleniem acetylenu i odpowiedniej soli miedzi(I), np.:
Cu
2C
2 + H
2SO
4 → Cu
2SO
4 + C
2H
2↑
Rozkład z wydzieleniem acetylenu następuje także w reakcji z wodnym roztworem cyjanku potasu:
Cu
2C
2 + 8KCN + 2H
2O → C
2H
2↑ + 2K
3[Cu(CN)
4] + 2KOH
Podczas ogrzewania hydratu w próżni, rozkłada się on do metalicznej miedzi, grafitu i wody:
Cu
2C
2·H
2O → 2Cu + 2C + H
2O
W stanie suchym jest bardzo podatny na wstrząsy i może wybuchać przy uderzeniu. Jest jedną z niewielu substancji, która po wybuchu nie uwalnia żadnych gazowych produktów. W oparach chloru, bromu i jodu może ulegać spontanicznemu zapłonowi. W reakcjach z azotanem srebra może tworzyć wybuchowe mieszaniny zawierające acetylenek srebra:
Cu
2C
2 + 2AgNO
3 → Ag
2C
2 + 2CuNO
3
Obecność acetylenu w wysokostopowych rurach miedzianych prowadzi do powstawania acetylenku miedzi(I), co może skutkować gwałtownymi wybuchami w ich wnętrzu.
W literaturze źródłowej istnieją rozbieżności dotyczące temperatury wywołującej samorzutny wybuchowy rozkład. Według Handbook of Inorganic Chemical wybuch następuje podczas ogrzewania powyżej 100 °C, natomiast Encyclopedia of Explosives and Related Items podaje temperaturę 120 °C, zwracając uwagę, że w literaturze podawane są także wyższe wartości: temperatura zapłonu 150 °C oraz temperatura wybuchu ok. 170 °C na powietrzu i rozkład przy ok. 265 °C w wysokiej próżni.

## Zastosowanie
Acetylenek miedzi(I) stosowany jest w testach na obecność grupy CH, jako katalizator w syntezie akrylonitrylu i 2-propyn-1-olu oraz do otrzymywania czystej miedzi i oczyszczania acetylenu.
Jest także produktem pośrednim w wielu reakcjach, m.in. sprzęganiu Sonogashiry i sprzęganiu Cadiota-Chodkiewicza.